# Цајтхајн
Цајтхајн (њем. Zeithain) општина је у њемачкој савезној држави Саксонија. Једно је од 34 општинска средишта округа Мајсен. Према процјени из 2010. у општини је живјело 6.233 становника. Посједује регионалну шифру (AGS) 14627360.

## Географски и демографски подаци
Цајтхајн се налази у савезној држави Саксонија у округу Мајсен. Општина се налази на надморској висини од 98 метара. Површина општине износи 81,5 km². У самом мјесту је, према процјени из 2010. године, живјело 6.233 становника. Просјечна густина становништва износи 76 становника/km².